# Menaka nigrita
Menaka nigrita là một loài tò vò trong họ Ichneumonidae.